# Illusion cutanée du lapin qui saute
L'illusion cutanée du « lapin qui saute », également appelée saut cutané et parfois l'effet cutané du lapin (ECL), est une illusion tactile provoquée en tapotant deux ou plusieurs régions différentes de la peau en une succession rapide.

## Description
L'illusion est plus facilement provoquée sur les régions du corps qui ont une relativement pauvre acuité spatiale, telles que l'avant-bras. Une séquence rapide de tapotements exercés en premier près du poignet, puis près du coude crée la sensation de touchés séquentiels remontant de l'avant-bras du poignet vers le coude, bien qu'aucun stimulus ne soit appliqué entre les deux endroits stimulés. De même, les stimuli livrés en premier près du coude, puis près du poignet provoquent la perception illusoire de touchés du coude vers le poignet. L'illusion a été découverte par Frank Geldard et Carl Sherrick de l'Université de Princeton, dans le début des années 1970, et en outre caractérisé par Geldard (1982) et dans de nombreuses études ultérieures. Geldard et Sherrick ont comparé la perception à celle d'un lapin sautillant le long de la peau, donnant son nom au phénomène. Alors que l'illusion du lapin a été le plus largement étudiée dans le domaine tactile, des  illusions sensorielles analogues de saut ont été observées dans les champs de l'audition,, et de la vision,,. Le mot « saut » se réfère au bond ou au saut de la nature de la perception.

## Études expérimentales
Dès sa découverte, l'illusion a piqué la curiosité des chercheurs, et de nombreuses expériences sur l’effet ont été menées, la plupart d'entre elles sur l'avant-bras. Des études ont montré de façon constante que l'illusion du lapin se produit uniquement lorsque des tapotements successifs sont étroitement espacés dans le temps ; l'illusion disparaît si la séparation temporelle entre les tapotements dépasse environ 0,3 seconde (300 millisecondes). Une étude a montré que le niveau d'attention accordé à une zone de peau réduit la perception de la migration d'un tapotement placé à l'endroit de l'attention. Une autre étude a montré que les tapotements illusoires sont associés à l'activité neuronale de la même zone sensorielle du cerveau que celle qui est activée lors de vrais tapotements sur la peau. Cependant, les mécanismes neuronaux spécifiques qui sous-tendent l'illusion du lapin sont inconnus. De nombreuses et intéressantes instanciations de l'illusion cutanée du lapin ont été observées. L'illusion n'est pas uniquement sur le « corps ». Lorsque les sujets tiennent un bâton entre le bout de leurs index et reçoivent les tapotements via le bâton, ils ont rapporté sentir les tapotements illusoires le long du bâton. Ceci suggère que l'illusion cutanée lapin implique non seulement la valeur intrinsèque somatotopique de la représentation, mais aussi la représentation du schéma du corps étendu qui résulte des interactions corps-objet. La recherche a montré que l'illusion peut se produire dans des régions non contiguës du corps comme les doigts. Cependant, une sous-population de participants ne semble pas faire l'expérience de l'effet sur le bout des doigts. Il a également été montré que l'illusion se produit à la fois au sein des bras et au travers les bras. Des repères visuels — des éclairs de lumière placés à des endroits précis le long du bras — peuvent influencer l'illusion cutanée du lapin. En outre, des stimuli tactiles et auditifs peuvent interagir dans l'illusion du lapin. En 2009, des chercheurs de Philips Electronics ont présenté une veste doublée avec des actionneurs et conçue pour susciter, tout en regardant un film, les différentes sensations tactiles. L'appareil utilise l'illusion du lapin pour réduire le nombre d'actionneurs nécessaires.

## Explication
Des modèles de calcul ont été mis en avant par plusieurs auteurs, pour expliquer les origines de l'illusion du lapin qui saute,,,,,.

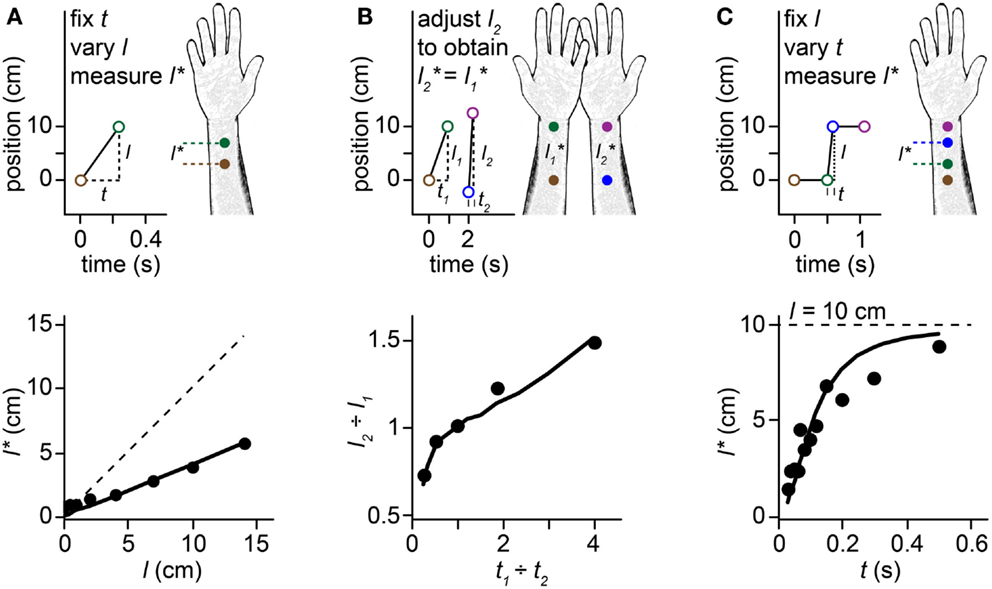
Il y a une sous-estimation de la perception de la distance entre les tapotements sur la peau. Les stimuli sont illustrés dans la partie supérieure des figures, ainsi que leur perception (esquisses d'avant-bras). La correspondance des données humaine et du modèle Bayésien sont tracées dans la partie inférieure des figures. Pour plus de détails, voir Goldreich & Tong (2013)

Le modèle de perception bayésienne reproduit l'illusion du lapin et d'autres illusions tactiles spatio-temporelle. Selon ce modèle, les circuits du cerveau encodent l'attente, acquise par l'expérience sensorielle, que les stimuli tactiles ont tendance à être à l'arrêt ou à se déplacer lentement. Le modèle bayésien atteint une probabilité d'inférence optimale en combinant les informations spatiales sensorielles incertaines avec une prévision antérieure d'une faible vitesse de déplacement (une distribution Gaussienne de vitesse, avec une moyenne de 0). L'attente que les stimuli ont tendance à se déplacer lentement résulte dans la conclusion perceptive que des stimuli rapides et successifs sont plus susceptibles d'être plus proches sur la peau. 
Le modèle bayésien a été développé afin de reproduire la perception de l'homme, à la fois de séquences de stimulations simples (p. ex., deux-tapotements) et de séquences de stimulations de plus en plus complexes (multi-tapotements), tels que l'effet tau (en) sur 3 tapotements et l'illusion du lapin sur 15 tapotements. Le modèle Bayésien reproduit les effets de sélectivité spatiale de l'attention à l'illusion perceptive du lapin et est compatible à la fois avec la sortie hors du corps de l'illusion du lapin et avec des influences intermodales sur l'illusion du lapin. La prédiction et la postdiction perceptive sont des propriétés émergentes du modèle bayésien. Un programme d'ordinateur freeware , Leaping Lagomorphs, met en œuvre le modèle bayésien.
Dans le cas de deux tapotements sur la peau, le modèle bayésien perçoit la longueur entre les tapotements, l*, en fonction de la longueur réelle, l, et le temps écoulé, t:
l* = l/1 + 2(τ/t)2 
C'est la formule contractée de la longueur perçue,,, appelée ainsi par analogie avec la physique de la contraction des longueurs décrite dans la théorie de la relativité. On notera que, comme observé dans les expériences sur l'illusion du lapin, la formule montre que l* sous-estime l à une plus grande mesure lorsque t est de plus en plus petit ; quand t devient grand, l* approche de l et l'illusion disparaît. Le paramètre du modèle, tau (τ), est une constante de temps pour la perception de l'espace tactile ; la valeur de tau détermine à quelle vitesse la longueur perçue approche la longueur réelle comme le temps entre les stimuli, t, est augmenté. La perception de la longueur est égale à un tiers de la longueur réelle lorsque t=τ, et les deux tiers de la longueur réelle lorsque t=2τ. Goldreich et Tong (2013) ont montré que tau est le ratio de l'attente d'une faible vitesse par l'observateur de l'acuité tactile spatiale ; ils estiment la valeur de tau à environ 0,1 s sur l'avant-bras.
Une nouvelle prédiction du modèle bayésien est que la valeur de tau dépendra de la localisabilité d'un stimulus tactile ; les légers tapotements, qui sont plus difficiles à localiser, devraient produire de plus grandes valeurs de tau et, par conséquent, une plus grande contraction de longueur. Cette prédiction a été confirmée expérimentalement.

## Illusions liées
Une illusion qui semble être étroitement liée à l'illusion du lapin est l'effet tau. L'effet tau se produit lorsqu'un observateur juge de la distance entre deux stimuli dans une séquence. Si la distance à partir d'un stimulus à l'autre est constante, mais le temps écoulé à partir d'un stimulus à la prochaine n'est pas constant, alors les sujets ont tendance à percevoir que l'intervalle est plus court dans le temps, comme étant une plus courte en distance. Ainsi, comme l'illusion du lapin, l'effet tau révèle que le timing des stimuli affecte la perception de l'espacement entre les stimuli. Goldreich (2007) a proposé que l'illusion cutanée du lapin qui saute et l'effet tau résulte tous les deux de la prévision antérieur de faible vitesse. En effet, le même modèle Bayésien caractérisé par la formule de la perception de la contraction de la longueur ci-dessus reproduit les deux effets. Une autre illusion qui est plausiblement liée à l'illusion du lapin et l'effet tau est le l'effet kappa (en). L'effet Kappa (ou perception de la dilatation du temps) est, par essence, à l'inverse de l'effet tau: la longueur de deux intervalles spatials entre les stimuli est perçu comme étant plus longue dans le temps. Goldreich (2007) a montré que, dans des conditions d'incertitudes temporelles ainsi bien que spatiale, le modèle Bayésien produit l'effet Kappa. La formule de perception de la contraction de la longueur dans ce cas, s'applique toujours, mais le "t" dans la formule fait référence à la perception plutôt qu'au temps réel.